# Matt Haines

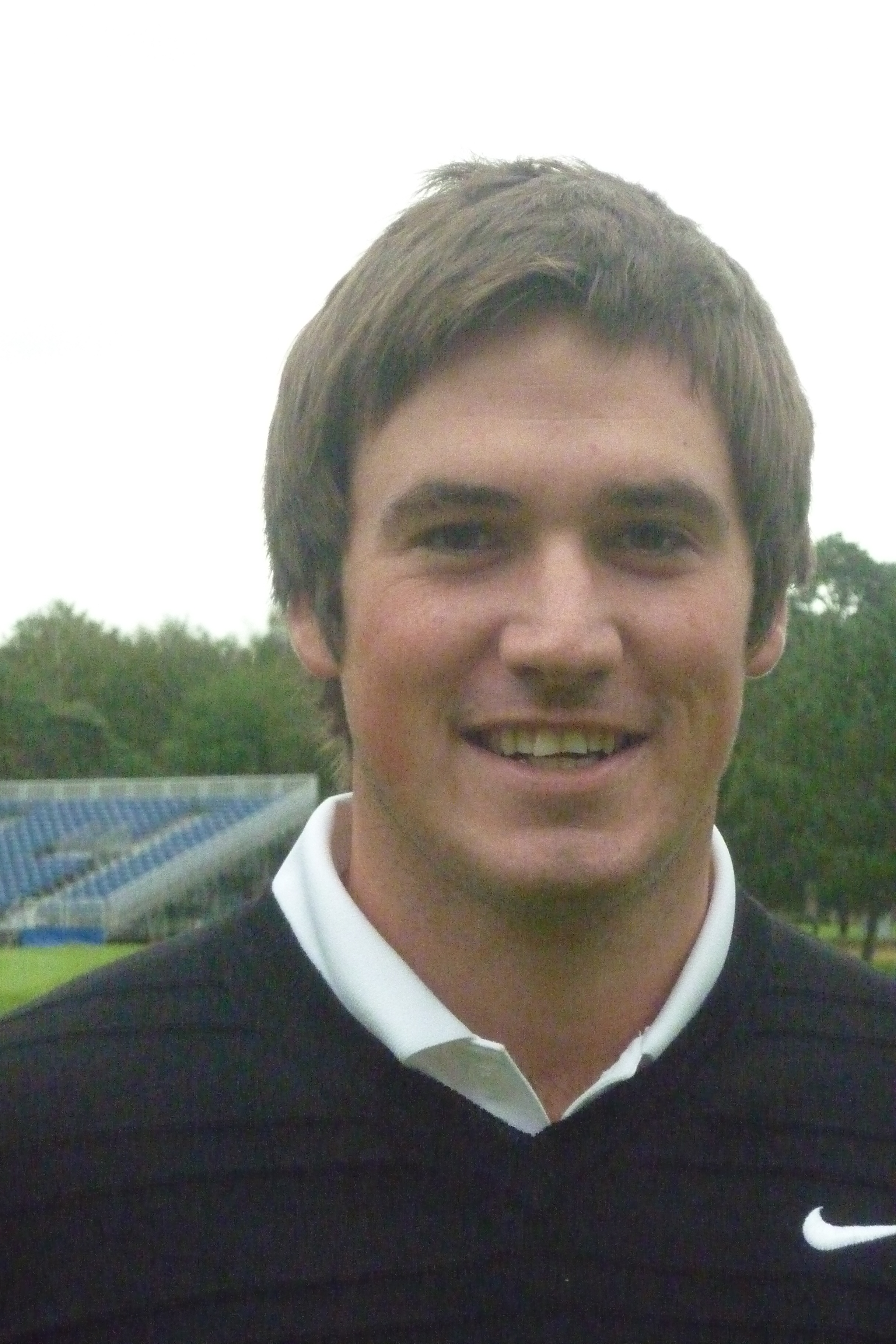
KLM Open 2011, Hilversum

Matthew Haines (1 december 1989) is een professioneel golfer uit Engeland. Hij is lid van de Rochester and Cobham Golf Club in Kent.

## Amateur
In 2007 won Haines twee toernooien voor spelers onder de 18 jaar, de McEvoy Trophy en de Carris Trophy, het Nationaal Strokeplay Kampioenschap van Engeland.

Sinds 2008 speelde Matt Haines voor World Ranking punten. Hij won het Spaans Amateur, waarna hij ook het Open de España mocht spelen. Hij haalde ook veel top 3-plaatsen, zoals de bij Copa Sotogrande, het Welsh Amateur en de St Andrews Links Trophy.
In 2009 werd hij gekozen voor het Walker Cup-team samen met Wallace Booth, Gavin Dear, Tommy Fleetwood, Luke Goddard, Stiggy Hodgson, Sam Hutsby, Niall Kearny, Chris Paisley en Dale Whitnell.
Op de Europese ranking heeft Haines op de 6de plaats gestaan, op de wereldranglijst op de 15de plaats.

### Gewonnen
- 2007: McEvoy Trophy, Carris Trophy
- 2008: Lytham Trophy
- 2009: Berkhamsted Trophy, Hampshire Hog
- 2010: Spaans Amateur na play-off tegen Tommy Fleetwood op La Canada Golf Club aan de Costa del Sol

### Teams
- Walker Cup: 2009 in Pennsylvania

## Professional
Matt Haines werd in mei 2010 professional. Zijn eerste toernooi op de Europese Challenge Tour was het Mugello Tuscaans Open, dat door Floris de Vries werd gewonnen. Hij werd 36ste. Zijn tweede toernooi was het Telenet Trophy 2010, waar hij na twee rondes op de 2de plaats stond.